# Transferryna

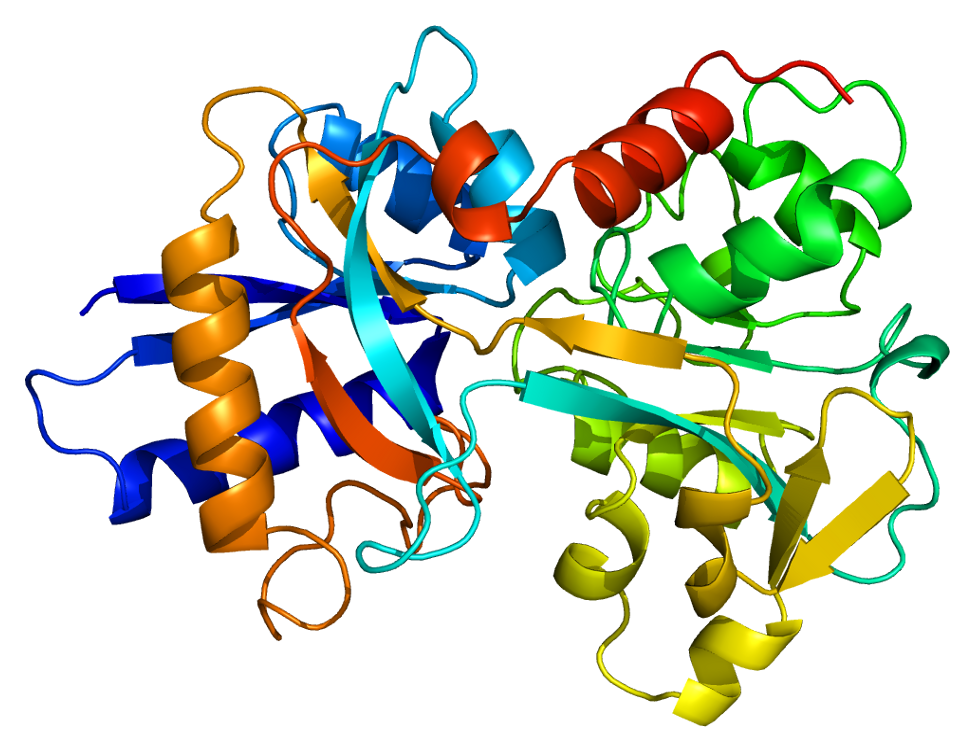
Model wstążkowy transferryny

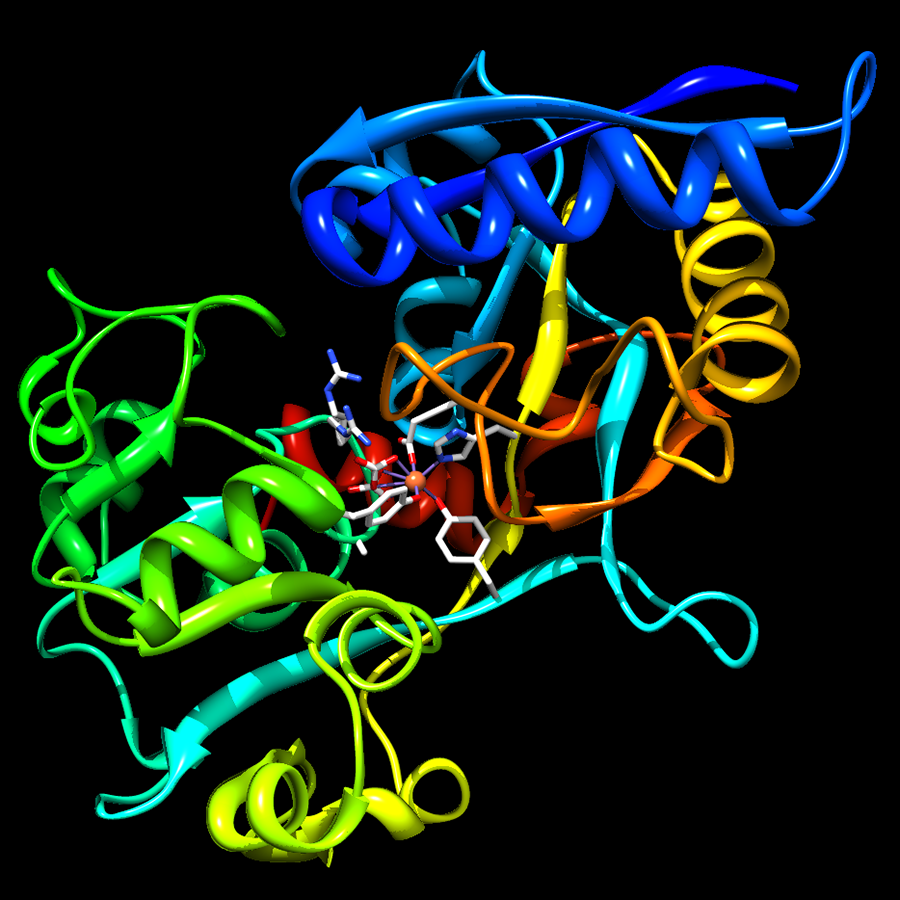
Fragment cząsteczki transferryny ze związanym atomem żelaza (pomarańczowa kulka w centrum)

Transferryna (od łac. trans, przez, i ferrum, żelazo), transferyna – białko (glikoproteina) regulujące stężenie jonów żelaza w osoczu krwi i transportujące je do tkanek.
Ludzkim genem kodującym cząsteczkę transferryny jest gen TF.
Jedna cząsteczka transferryny jest w stanie transportować jednocześnie dwa atomy żelaza (w postaci skompleksowanych jonów Fe3+). Istotną cechą tego białka jest jego duża masa cząsteczkowa (79 570 Da), dzięki czemu nie ulega ono filtracji w kłębuszkach nerkowych (odfiltrowywane są cząsteczki o masie poniżej 58 kDa), co zabezpiecza organizm przed utratą żelaza. Transferryna wysycona żelazem łączy się z receptorem transferryny i na drodze endocytozy kompleks ten zostaje wchłonięty do wnętrza komórki, gdzie dochodzi do uwolnienia żelaza, po czym kompleks wraca na błonę komórkową i apotransferryna (czyli transferryna niewysycona żelazem) wraca do krwiobiegu. 
Prawidłowe wartości badań laboratoryjnych transferryny:
- stężenie we krwi: 200–400 mg/dl (SI: 25–50 μmol/l)[8]
- wysycenie żelazem: 15%–45%[8]

Badaniem laboratoryjnym związanym z transferryną jest także TIBC.